# Leptonychia
Leptonychia é um género botânico pertencente à família Malvaceae.

## Espécies
- Leptonychia adolfi-friederici Engl. & K. Krause
- Leptonychia bampsii Germ.
- Leptonychia batangensis (C.H.Wright) Burret
- Leptonychia chrysocarpa K.Schum.
- Leptonychia densivenia Engl. & K. Krause
- Leptonychia devillei R. Germ.
- Leptonychia dewildei R. Germ.
- Leptonychia echinocarpa K.Schum.
- Leptonychia fernandopoana Engl. & K. Krause ex Mildbr.
- Leptonychia lanceolata Mast.
- Leptonychia lasiogyne K.Schum.
- Leptonychia macrantha K.Schum.
- Leptonychia mayumbensis R. Germ.
- Leptonychia melanocarpa R. Germ.
- Leptonychia mildbraedii Engl.
- Leptonychia multiflora K.Schum.
- Leptonychia occidentalis Keay
- Leptonychia pallida K. Schum.
- Leptonychia pubescens Keay
- Leptonychia semlikiensis Engl.
- Leptonychia tokana Germ.
- Leptonychia urophylla Welw. ex Mast.
- Leptonychia usambarensis K. Schum.
- Leptonychia wagemansii R. Germ.
- Leptonychia youngii Exell & Mendonça